# Pelurga ferruginascens
Pelurga ferruginascens är en fjärilsart som beskrevs av Krulikovski 1908. Pelurga ferruginascens ingår i släktet Pelurga och familjen mätare. Inga underarter finns listade i Catalogue of Life.